# 中空原子
中空原子（ちゅうくうげんし、hollow atom）とは、K殻などの内殻の軌道に電子がない原子である。中空原子は、高度に電離した多価イオンを固体表面に入射したときに、表面からイオンへ共鳴電子移行することにより、反転分布を伴う多電子励起状態として生成される。しかし、入射イオンは鏡像電荷（仮想電荷）によって表面へ加速されるため、生成した中空原子は表面との衝突で壊れてしまい、寿命は短い。中空原子は、エネルギー準位が連続状態の中にあるため自動電離状態であり、オージェ過程により電子を放出しながら、低いエネルギー準位へと遷移していく。電子相関の強い系であり、多くの研究がなされている。